# De la Montagne
De la Montagne-familie is een Belgische familie, voorheen van Franse afkomst. Die vooral bekend is vanwege hun rol als drukkers & uitgevers, en eigenaar van de krant Le Précurseur. En hun pioniersrol in de diamantindustrie in het noorden van de provincie Antwerpen, met name in Grobbendonk Daarnaast heeft deze familie ook twee artiesten voortgebracht.

## Geschiedenis

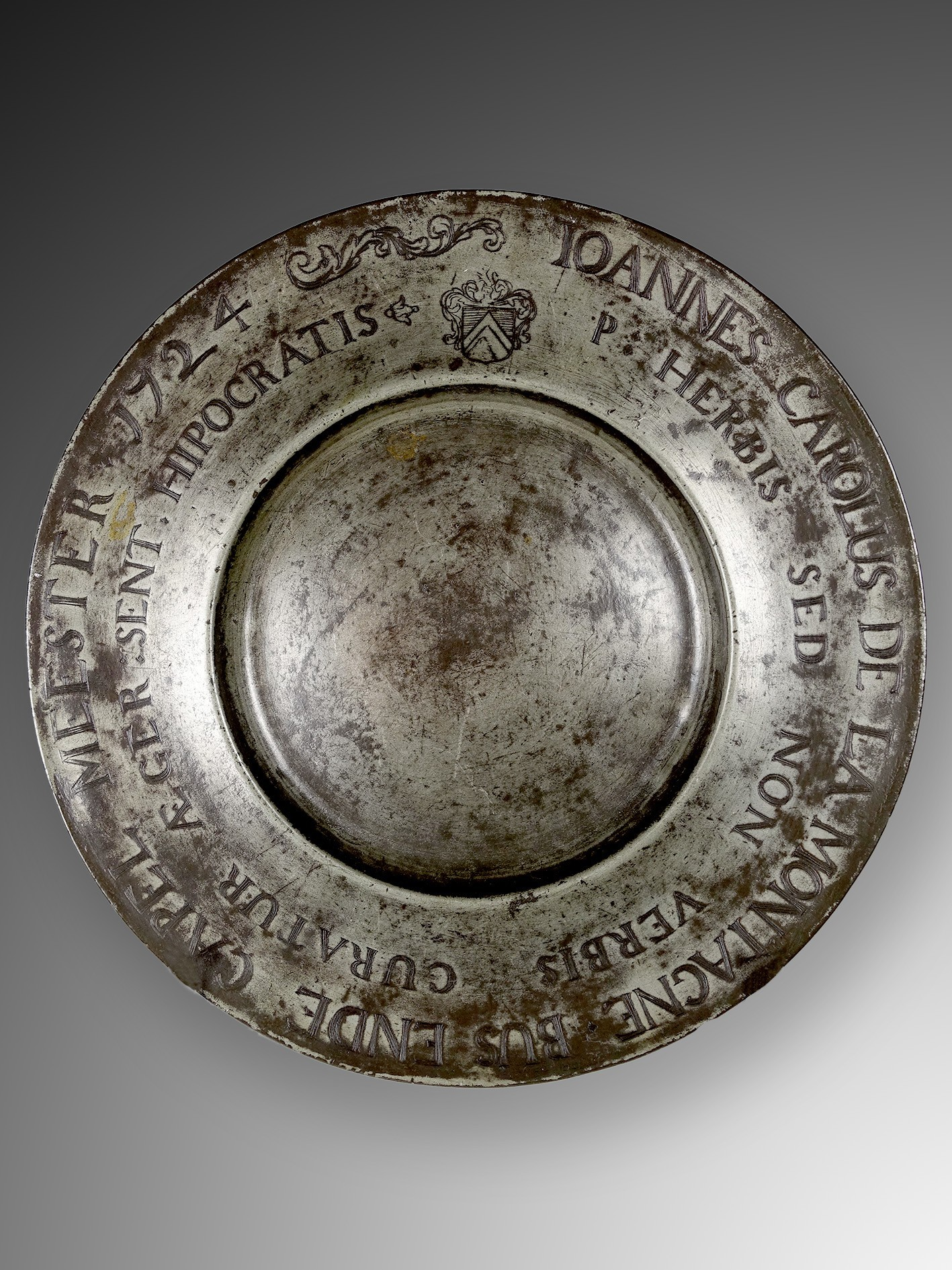
kardinaalsbord geschonken aan Joannes Carolus De la montagne

In de tweede helft van de 17e eeuw vestigde Antonius Franciscus De la Montagne zich vanuit Baljuwschap van la Montagne (Bailliage de la Montagne),Frankrijk in Graafschap Vlaanderen, waar hij baljuw werd van de stad Rupelmonde. In 1680 trad hij in het huwelijk met Anna-Maria van Royen. De daaropvolgende generatie van de familie waren voornamelijk actief als medici tot aan de Franse Revolutie. Na deze revolutionaire periode begon de familie met een eigen drukkerij in Antwerpen, die tijdens de industriële revolutie een van de modernste in Vlaanderen werd. Gedurende deze tijd verschoof de focus van de De la Montagne's naar de diamantindustrie, en ze openden een diamantslijperij in Grobbendonk.

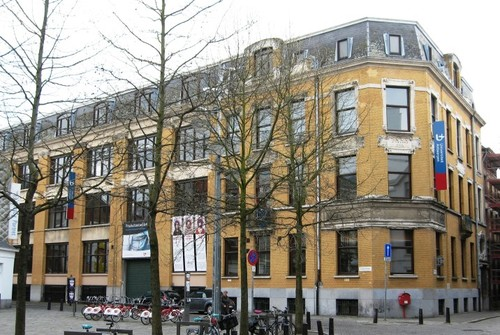
Antwerpen Ambtmanstraat 1, Drukkerij De La Montagne

## Drukkers & uitgevers
Na de Franse Revolutie werden de De la Montagne’s drukkers en uitgevers met hun eigen drukkerij gevestigd in de Wijngaardstraat in het centrum van Antwerpen. De familie breiden uit door de drukkerij Laporte & Dosse over te nemen. Wat hedendaags één van de gebouwen van de universiteit van Antwerpen is (Ambtmanstraat nr1). Later kwam er ook nog een tweede drukkerij aan het museumplaats.

Petrus Alexius de la Montagne, (Antwerpen,1824), kocht met zijn vennootschap: P.A. dela Montagne in het jaar 1862 de Antwerpse krant Le Précurseur over. Le Précurseur was een liberale krant die ook financieel nieuws uitgaf van de Antwerpse beurs. Het was de krant die de meeste oplages op dag basis verkocht in de stad Antwerpen. In 1902 gaf de drukkerij een nieuwe versie uit van de krant: Le Nouveau Précurseur die tot aan de Eerste Wereldoorlog (1914) gedrukt werd. De stopzetting was gedwongen door de strenge censuur onder het bezet Duits bestuur tijdens de Eerste Wereldoorlog. 

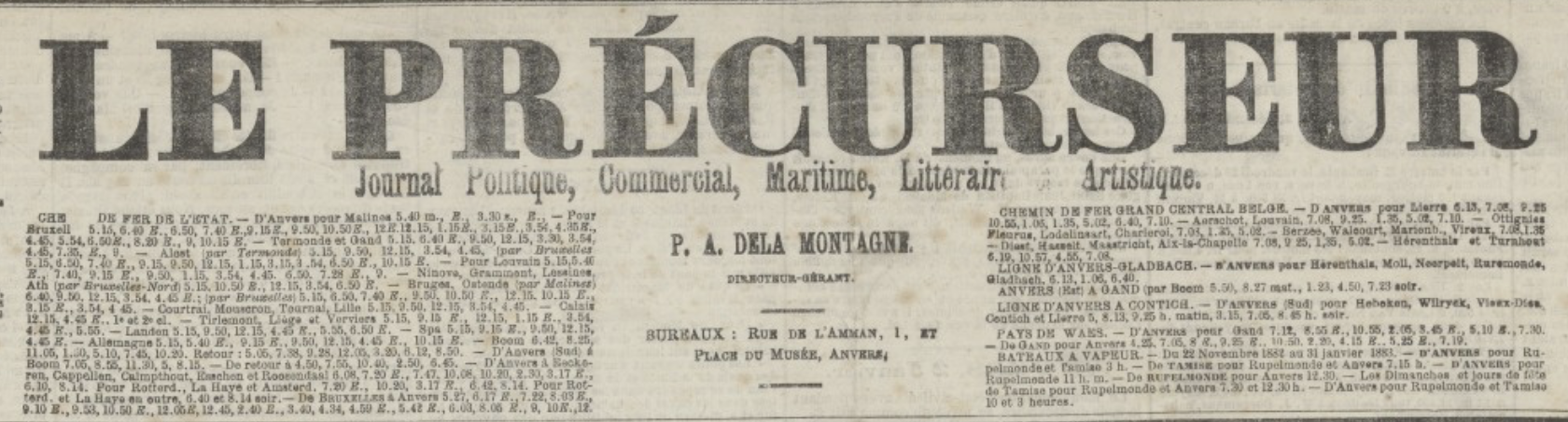
Le Précurseur P.A. DELA MONTAGNE

## Diamantnijverheid
Aan het einde van de 19e eeuw richtte Franciscus De la Montagne een diamantslijperij op in de gemeente Grobbendonk. Door de ontdekking van de Zuid-Afrikaanse "Premier-mijn" en de aanvoer van diamanten uit Congo groeide het bedrijf exponentieel, wat resulteerde in de oprichting van een tweede slijperij in Herenthout. Franciscus De la Montagne werd, na de familie Cassier, een van de grootste werkgevers in de regio.

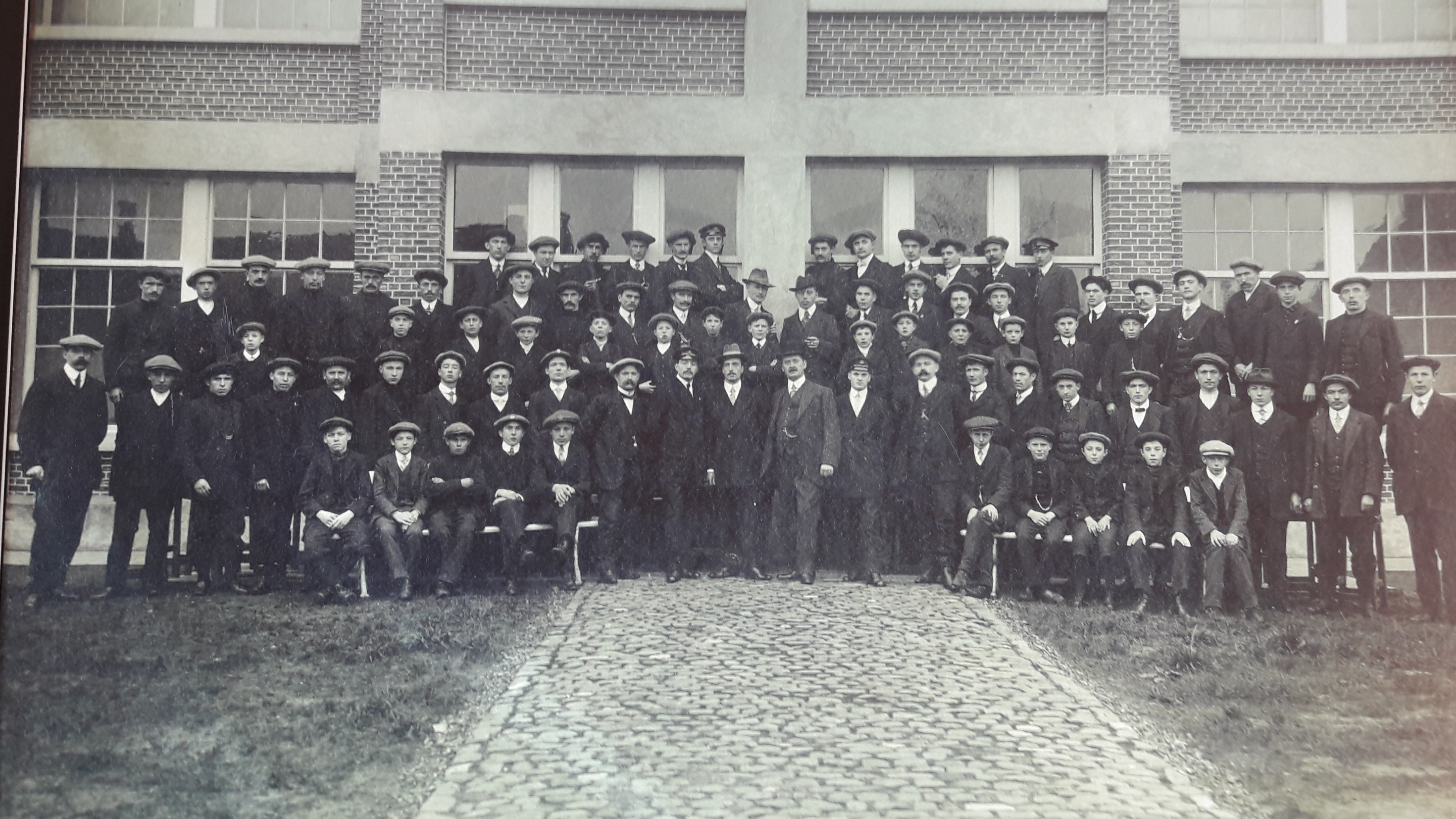
Personeelsfoto slijperij De la Montagne

## Artiesten
De familie heeft twee bekende artiesten voorgebracht: Émile De la Montage een schilder en Victor De la Montage, een dichter.

### Émile Pierre de La Montagne
Een schilder, vooral bekend om zijn genretaferelen, bloemen en wandschilderingen. Hij kreeg zijn opleiding aan de Academie van Antwerpen en specialiseerde zich aan de Academie van Brussel in Monumentale kust om vervolgens portretschilderen in Parijs te volgen. Tijdens de Eerste Wereldoorlog verblijf hij in Engeland en kreeg hij talrijke portret opdrachten. Op basis van correspondentie van een vriend wordt er beweerd dat hij in zijn Engelse tijd, Winston Churchill een leerling van hem is geweest. Als decorateur verzorgde hij de wandschilderingen in het stadhuis van Antwerpen, de Collegezaal en de Koninklijke Vlaamse Opera. Émile De la Montagne is begraven op het Sint-Fredegandus begraafplaats te Deurne.

### Victor Alexander de La Montagne
Een dichter, toneelschrijver en tevens bestuurder van de Koninklijke Vlaamse Academie voor Taal- en Letterkunde die meerde werken heeft gepubliceerd :
- Onze strijd (1875)
- Iets vergeten (1879)
- Anoniem (1880)
- Onze dichters (1880)
- Gedichten (1883)
- Vlaamsche pseudoniemen (1884)
- Gedichten (1907)
- Gedichten (1913)

Victor De la Montagne heeft op Linkeroever (stad Antwerpen) een straat naar hem vernoemd: Victor dela Montagnestraat.

## Galerij

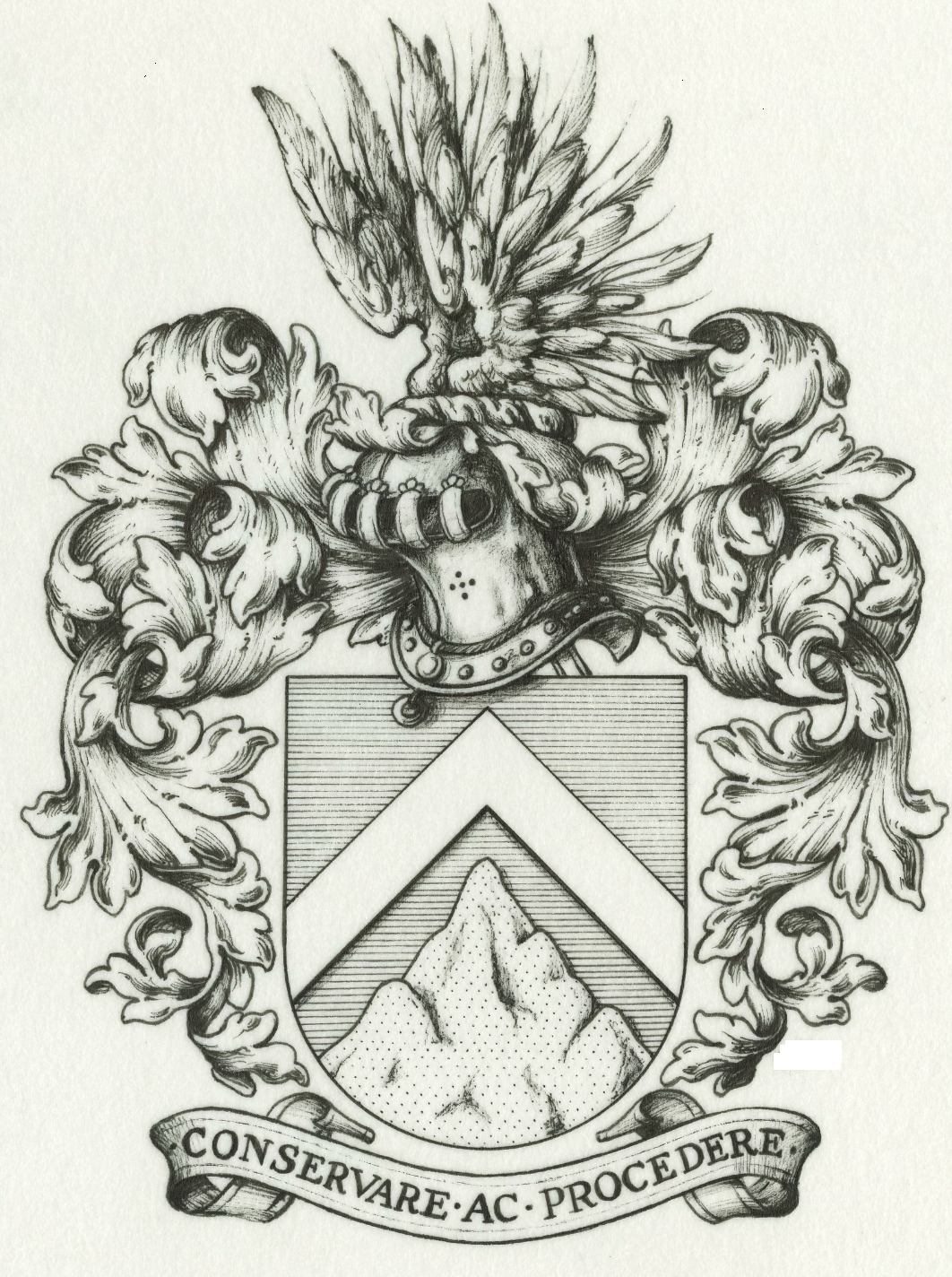
Wapenschild: "De la Montagne"
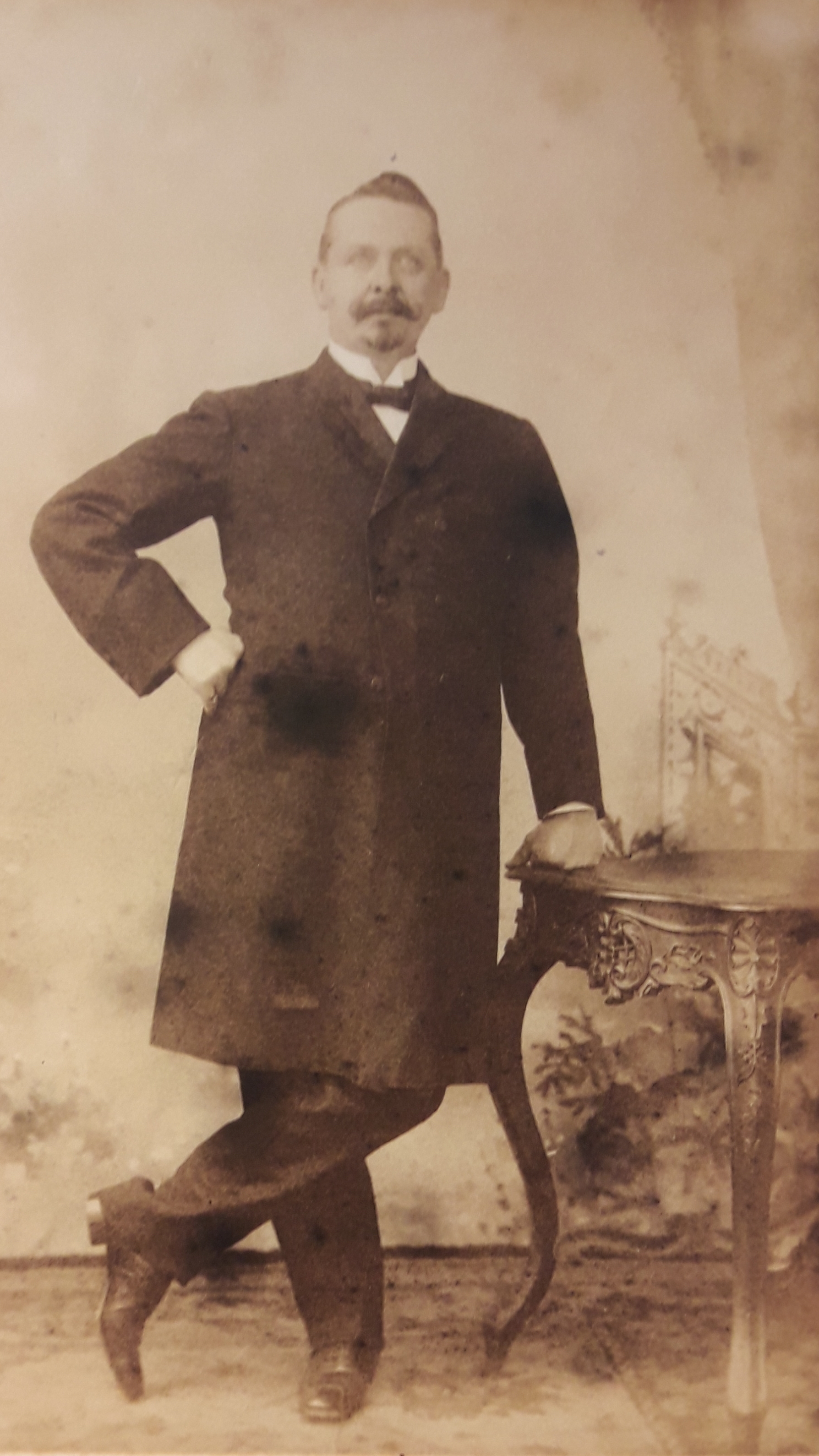
Franciscus de La Montagne
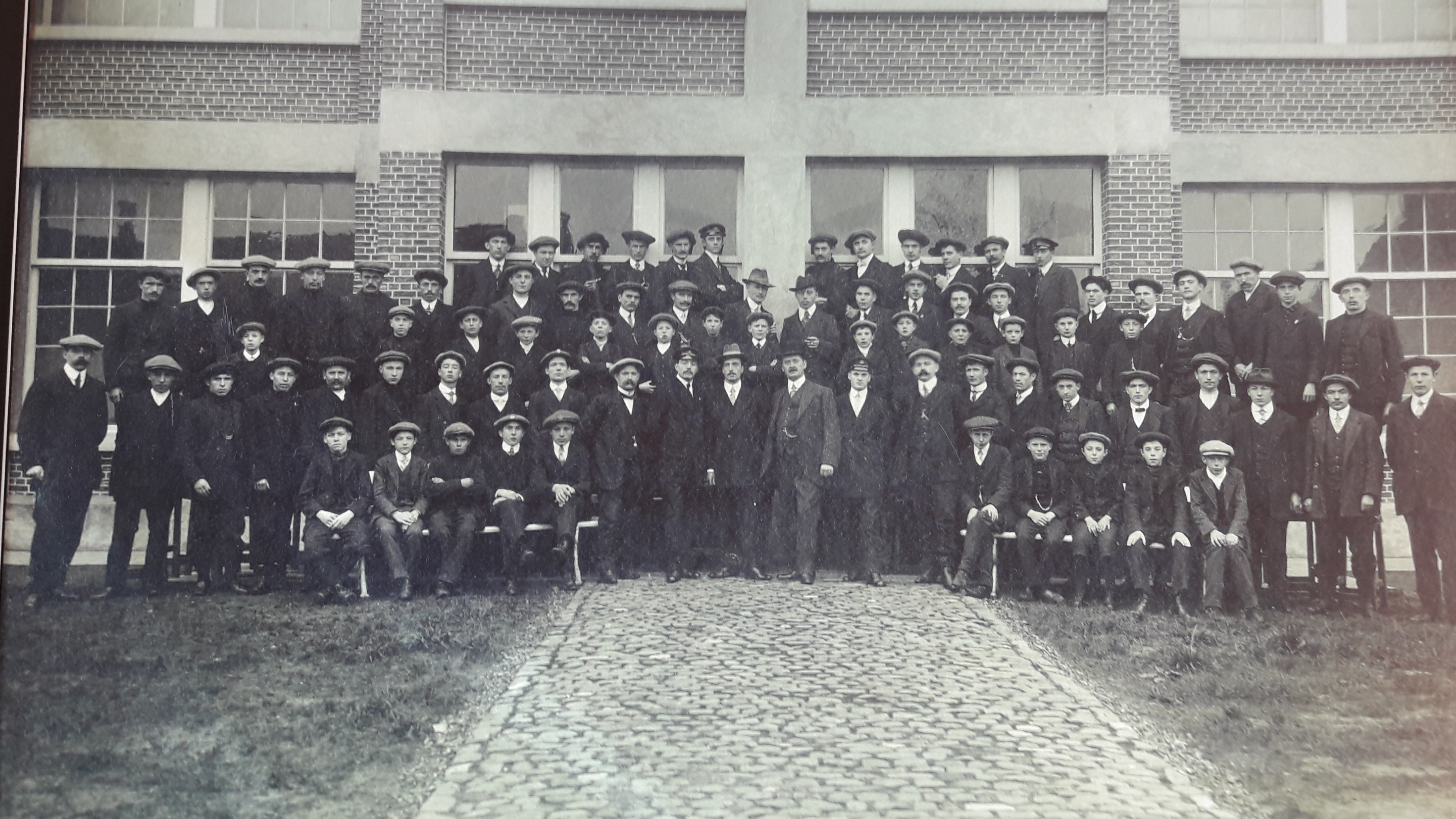
Personeels foto van de diamantslijperij
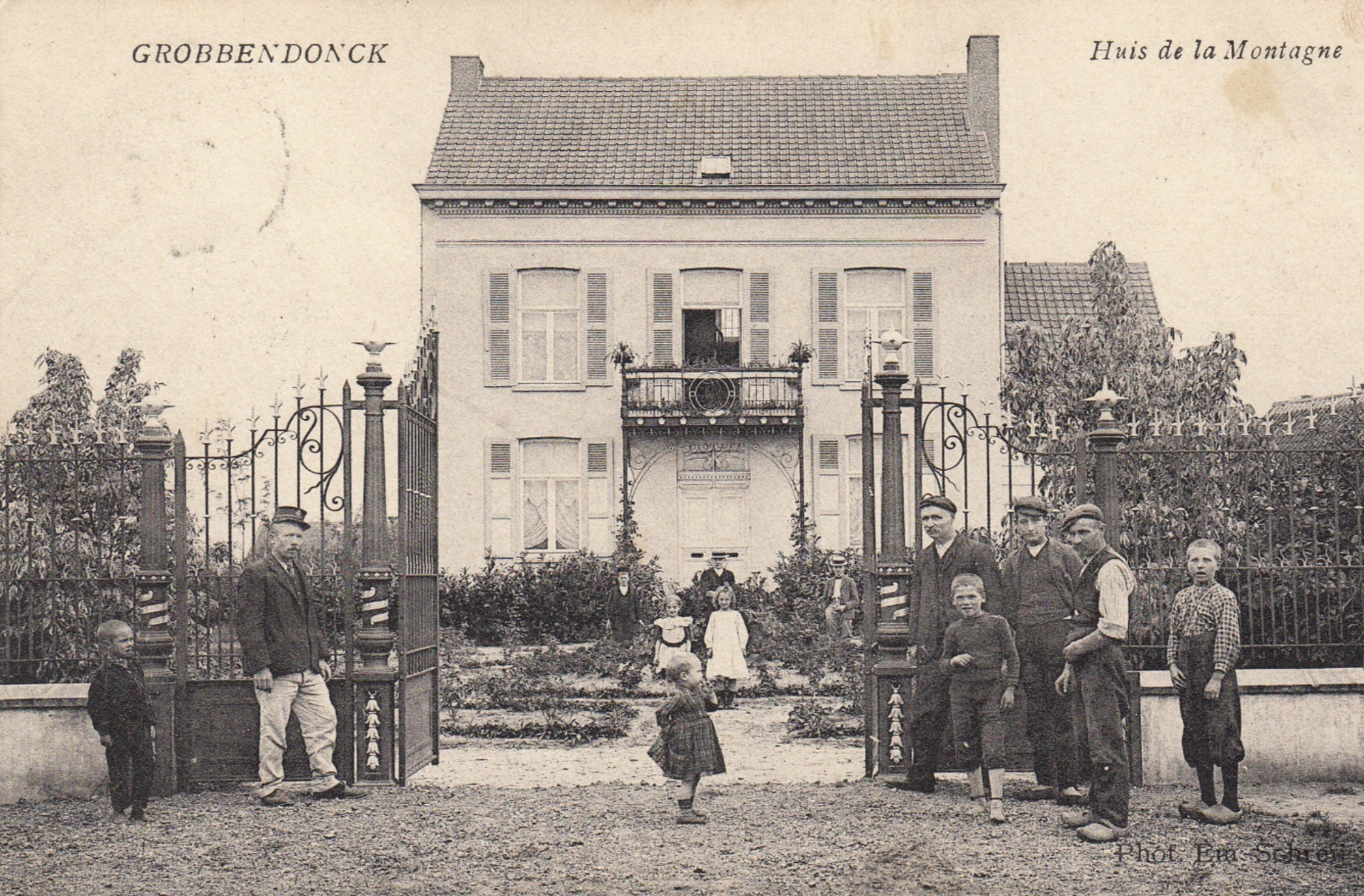
Postkaart van de residentie in Grobbendonk
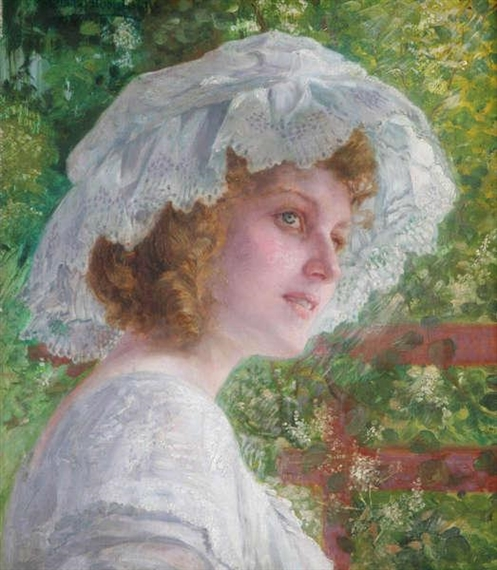
"Printemps", door Émile de La Montagne
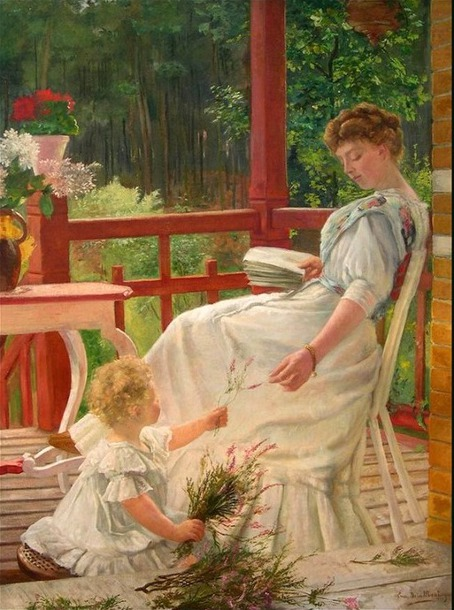
"The terrace", door Émile de La Montagne